# 钩瓣乌头
钩瓣乌头（学名：Aconitum hamatipetalum）为毛茛科乌头属下的一个种。

## 扩展阅读
維基物種上的相關：钩瓣乌头